# مهرجان أغذية الأطفال
المهرجان الوطني لأغذية الأطفال  هو مهرجان مجتمعي كبير يقام في منتصف شهر يوليو بمدينة فريمونت ميشيجان موطن منتجات شركة جربر.

## التاريخ
وفي الأصل تعتبر أيام عريقة فقد تم الاحتفال بمرور عشرين عاما علي بدء المهرجان في 21 يوليو 2011 ، ويحشد المهرجان حوالي مئة آلف شخص أجنبي، و 4200 من قاطني مدينة فريمونت.ويأخذ مقطعاً من الشارع الرئيسي في وسط المدينة .

### تفاصيل الاحتفال
ويكون الاحتفال لمدة ثلاثة أيام تتضمن عروض موسيقية حية، ومدينة ملاهي، وأنشطة كثيرة للأطفال، والألعاب، والمعارض، والأسواق. ويتم بيع الطعام والمشروبات غير الكحولية في الكثير من الأماكن، كما يتضمن الموكب الكثير من الحافلات المميزة وكذلك سيارات عريقة .
ويتضمن جزء من الاحتفال اختيار ملكة المهرجان من المنطقة المحلية، وتحصل الفائزات بالمسابقة علي العديد من المنح والجوائز وتدعي لتمثيل المهرجان في الأنشطة.